# Láska z neba
Album pod názvem Ján Greguš a Ivetka Gregušová – Láska z neba
vyšlo v roce 1998 jako CD i MC.

## Seznam skladeb
1. "Otče náš" (slov.ľud. – upr. Pavel Zajáček, Ján Greguš) – 3:41
2. "Jeruzalem" (h: Pavel Zajáček, Ján Greguš / t: Ján Greguš) – 3:37
3. "Ave Mária" (h: Franz Schubert – úpr. Pavel Zajáček / t: Jozef Strečanský) – 3:38
4. "Áno, či nie" (h: F.Strempek / t: Pavol Jursa) 3:30
5. "Znej pieseň srdcom lásky" (a: J. Donoval – Tichomír / úpr. Pavel Zajáček) – 3:46
6. "Tak nás súď" (h: Pavel Zajáček, Ján Greguš / t: Ján Greguš) – 3:25
7. "Hallelujah" (h: Borivoj Medelský / t: Ján Greguš) – 3:03
8. "Krásna žena" (h: Pavel Zajáček, Ján Greguš / t: Ján Greguš) – 3:07
9. "Pieseň pre Ivetku" (Ballade pour Adeline) (h: Paul De Senneville / t: Peter Guldan, Ján Greguš) – 2:54
10. "Láska z neba" (h: S. Mihajlinec, Pavel Zajáček / t: Ján Greguš, Vojtech Scherhaufer) – 3:23
11. "Veľmi Ťa ľúbim, mama" (spieva Ivetka Gregušová) (h: Pavel Zajáček, Ján Greguš / t: Ján Greguš) – 2:57
12. "Daniela" (h: Dorde Novkovič / t: Stanislav Jelínek) – 2:50

## Další informace
- Zpěv: Ján Greguš (1-10,12) a Ivetka Gregušová (9,11)-(Yvette Gregušová), vokálna skupina Trend
- Hraje: št. sk. P. Zajáčka
- Aranžmá: Pavel Zajáček (1-3,5,6,8,11), Kamil Paprčka (12), František Strempek (4), Ali Beladič (7)
- Producent: Marta Földešová
- Výber a zostava: Dr. Borivoj Mendelský
- Hudobná réžia: P.Zajáček, I. Burias
- Zvuková réžia: P. Hubka, M. Roller
- Mastering: Sonnica Bratislava,
- Vyrobené v H & V audio
- Vyrobené v spolupráci s Odbornou redakciou náboženského vysielania Slovenského rozhlasu Bratislava
- Vydal: RB, Radio Bratislava 1998